# Харківтрансгаз
Управління магістральних газопроводів «Харківтрансгаз» (УМГ «Харківтрансгаз») — філія дочірньої компанії «Укртрансгаз» Національної Акціонерної Компанії «Нафтогаз України».

## Історія
Створення УМГ «Харківтрансгаз» пов'язане із розробкою Шебелинського газоконденсатного родовища. Відповідно до наказу  Міністерства нафтової промисловості СРСР від 02.07.1956 №307 у складі Управління експлуатації газопроводу «Дашава — Київ» створено Харківське районне управління експлуатації газопроводу «Шебелинка-Харків».
У 1974 р. наказом Мінгазпрому СРСР №87 (від 16.07.1974) районне управління реорганізовано в Харківське виробниче об’єднання по транспортуванню і постачанню газу  «Харківтрансгаз».
1988 р. — наказом ВО «Укргазпром» №34 (від 11.04.1988р.) Харківське виробниче об’єднання по транспортуванню і постачанню газу  «Харківтрансгаз» реорганізовано в Управління магістральних газопроводів «Харківтрансгаз».
1994 р. — наказом АТ «Укргазпром» №33 (від 25.02.1994р.) Управління магістральних газопроводів «Харківтрансгаз» реорганізовано в Дочірнє підприємство «Харківтрансгаз».
1998 р. — наказом ДК «Укртрансгаз» №5 (від 23.11.1998р.) Дочірнє підприємство «Харківтрансгаз» реорганізоване в «Управління магістральних газопроводів «Харківтрансгаз».
УМГ «Харківтрансгаз» подає українським споживачам близько чверті природного газу від того, що потребує економіка країни. Із 10 найбільших міст України Харківтрансгаз забезпечує газом — 5 (Харків, Дніпропетровськ, Запоріжжя, Кривий Ріг, Миколаїв) та понад 20% території України.

## Структура
Основні технічні характеристики:
| Характеристика                               | К-сть      |
| -------------------------------------------- | ---------- |
| Довжина МГ (разом з газопроводами-відводами) | 6748,4 км  |
| Кількість ГРС                                | 254 шт.    |
| Кількість компресорних станцій (цехів)       | 9 (15) шт. |
| Кількість ГПА                                | 83 шт.     |
| Загальна потужність КС                       | 407,1 МВт. |
| Кількість підземних сховищ газу              | 2 шт.      |

Структурні підрозділи:
| Назва               | Дата створення  |
| ------------------- | --------------- |
| Харківське ЛВУ МГ   | 17.08.1987 р.   |
| Куп’янське ЛВУ МГ   | 01.01.1999 р.   |
| Шебелинське ЛВУ МГ  | 01.01.1999 р.   |
| Запорізьке ЛВУ МГ   | 01.07.1991 р.   |
| Криворізьке ЛВУ МГ  | 1956 — 1974 рр. |
| Миколаївське ЛВУ МГ | 1956 — 1974 рр. |
| Херсонське ЛВУ МГ   | 15.07.1994 р.   |
| Пролетарське ВУ ПЗГ | 01.10.1987 р.   |

Примітка: До 01.07.2010 року до складу УМГ "Харківтрансгаз" входило Дніпропетровське ЛВУ МГ, яке веде свою історію з 1957 року. В 2010 році воно було приєднано до Запорізького ЛВУ МГ. 

### Соцсфера
У 1988—1994 роках введено в експлуатацію пансіонат відпочинку «Голубий факел» та базу відпочинку «Газовик».